# Paardensport Vlaanderen
Paardensport Vlaanderen, voorheen de Vlaamse Liga Paardensport (afgekort: VLP) is een Vlaamse vereniging zonder winstoogmerk, die zich inzet voor het organiseren van competities in de paardensport. 

## Geschiedenis
De Vlaamse Liga Paardensport is opgericht op 7 november 2000 uit de Vlaamse Interregionale Paardensport Federatie.
De Vlaamse Liga Paardensport is als liga de Vlaamse Vleugel van de Koninklijke Belgische Ruitersport Federatie (K.B.R.S.F.), die als enige erkend is in België door de internationale paardensportfederatie FEI. Sinds 1 januari 2004 is de Vlaamse Liga Paardensport ook de fusiefederatie met de Bond van manegerijscholen (Bomari).
Sinds midden 2015 waren er gesprekken met de LRV tot een fusie daar de Vlaamse Gemeenschap vanaf 1 januari 2017 maar 1 sportfederatie per sporttak zal erkennen en gesubsidieerd zal worden.
Deze fusie ging niet door, door de eenzijdige beslissing van de LRV.
Vanaf 1 januari 2020 werd de benaming gewijzigd in Paardensport Vlaanderen.

## Organisatie
Paardensport Vlaanderen telt 5 provinciale organisaties :
- V.O.R. (Vlaamse Onafhankelijke Ruiters) voor de provincie Antwerpen
- K.R. (Kempische Regionale) voor de provincie Limburg
- H.R.O.V. (Hippische Regionale Oost-Vlaanderen) voor de provincie Oost-Vlaanderen
- H.G.V.B.B. (Hippische Groepering Vlaams-Brabant en Brussel) voor de provincie Vlaams-Brabant en Brussel
- W.V.U.R. (West-Vlaamse Unie voor Ruitersport) voor de provincie West-Vlaanderen

## Disciplines
Paardensport Vlaanderen gaat over 9 disciplines. Naast de 3 olympische disciplines, jumping, dressuur en eventing houden ze zich ook bezig met endurance, horseball, mennen, para-equestrian, reining en voltige.